# Académie internationale de droit constitutionnel
L'Académie Internationale de Droit Constitutionnel fut fondée le 15 septembre 1984.
Son siège est à Tunis.
Ses fondateurs se sont inspirés de l'Académie de Droit International.
Le but de l'AIDC est l'étude approfondie du droit constitutionnel comparé. Les activités ne portent pas sur un droit commun à tous mais sur la comparaison de l'état du droit et des pratiques juridiques dans les différents pays du monde.
L'AIDC est un espace de réflexion et d'échange. Ses activités comprennent notamment l'organisation annuelle de formations.

## Activités
L'AIDC organise des sessions annuelles de formation et d'échanges sur un thème préétabli. Les cours sont majoritairement francophones. Il existe aussi quelques formations en anglais
Thèmes des dernières sessions:
- XXe : 10 au 24 juillet 2004

Droit constitutionnel et principe d'égalité
- XXIe : 7 au 24 juillet 2005

La Constitution aujourd'hui
- XXIIe : 8 au 23 juillet 2006

L'internationalisation du droit constitutionnel

## Associations d'auditeurs
Une première association d'anciens, ayant fréquenté l'Académie a vu le jour en 1986. Depuis d'autres groupements furent créés dans le but de perpétuer les échanges et les débats.
- L'AAAIDC (Association des Anciens Auditeurs de l'AIDC)

Créée en 1986, elle regroupe les ressortissants de 57 États. Lors de ses assises annuelles elle regroupe d'anciens auditeurs et professeurs autour de thèmes de droit constitutionnel.
Bureau actuel: 23 membres (ressortissants de 13 pays différents)
- l'AFAAIDC (Association Française des Anciens Auditeurs de l'AIDC)

Créée en 1999, elle a pour but de fédérer les auditeurs français de l'Académie. Elle publie notamment la revue de droit constitutionnel comparé Politeia. L'association est basée à l'Université Montesquieu-Bordeaux IV.